# Kolarstwo na Igrzyskach Imperium Brytyjskiego 1938
Kolarstwo rozegrane podczas III Igrzysk Imperium Brytyjskiego w 1938 roku obejmowało cztery konkurencje męskie: trzy w kolarstwie torowym (sprint na 1000 metrów, jazdę indywidualną na czas na 1000 metrów oraz scratch na 10 mil) i jedną w kolarstwie szosowym (jazdę indywidualna na 100 km).

## Kolarstwo torowe
| Konkurencja                          |                  |                |              |
| ------------------------------------ | ---------------- | -------------- | ------------ |
| Jazda indywidualna na czas na 1000 m | Bob Porter       | Tasman Johnson | Ernie Mills  |
| Sprint na 1000 m                     | Dunc Gray        | Bob Porter     | George Giles |
| Scratch na 10 mil                    | William Maxfield | Ray Hicks      | Syd Rose     |

## Kolarstwo szosowe
| Konkurencja                  |                  |            |           |
| ---------------------------- | ---------------- | ---------- | --------- |
| Jazda indywidualna na 100 km | Hendrik Binneman | John Brown | Ray Jones |

## Tabela medalowa
| Poz. | Państwo           |   |   |   | Łącznie |
| 1    | Australia         | 2 | 2 | - | 4       |
| 2    | Anglia            | 1 | 1 | 2 | 4       |
| 3    | Południowa Afryka | 1 | - | 1 | 2       |
| 4    | Nowa Zelandia     | - | 1 | 1 | 2       |